# 太子丹
太子丹（？—前226年），姬姓，燕氏，名丹，是战国末年燕王喜的太子。

## 生平
秦國滅韓前夕，被送至秦國當人质，曾受辱，燕王喜二十三年（前232年），回到燕國。因秦军逼境，兵臨易水，前227年，丹找人行刺秦王政，最先找到田光，田光說自己年事已高，不能成大事，於是推薦了荊軻。太子丹遂派荆轲與秦舞陽入秦，交驗樊於期頭顱，獻上督亢（今河北涿縣、易縣、固安一帶）的地圖，圖窮而匕見，刺秦王不中，荊軻被肢解而死。秦王大怒，派將軍王翦進攻燕國。二十九年（前226年），秦军攻破燕国薊都（今北京），燕王喜及太子丹逃奔遼東，李信窮追太子丹至衍水（今遼陽太子河，近年亦有人认为是今通化浑江），太子丹匿於水中倖免於難。燕王喜聽信趙國代王嘉之計，將太子斩首以献秦国，以解秦王之怒。秦復進兵遼東，燕王喜三十三年（前222年），卒滅燕，俘燕王喜。史稱秦滅燕之戰。

## 評價
司馬光在《資治通鑒》中批判燕丹：
|  | 臣光曰：燕丹不勝一朝之忿以犯虎狼之秦，輕慮淺謀，挑怨速禍，使召公之廟不祀忽諸，罪孰大焉！而論者或謂之賢，豈不過哉！ 夫為國家者，任官以才，立政以禮，懷民以仁，交鄰以信。是以官得其人，政得其節，百姓懷其德，四鄰親其義。夫如是，則國家安如磐石，熾如焱火。觸之者碎，犯之者焦，雖有強暴之國，尚何足畏哉！丹釋此不為，顧以萬乘之國，決匹夫之怒，逞盜賊之謀，功隳身戮，社稷為墟，不亦悲哉！ 夫其膝行、蒲伏，非恭也；復言、重諾，非信也；糜金、散玉，非惠也；刎首、決腹，非勇也。要之，謀不遠而動不義，其楚白公勝之流乎！ 荊軻懷其豢養之私，不顧七族，欲以尺八匕首強燕而弱秦，不亦愚乎！故揚子論之，以要離為蛛蝥之靡，聶政為壯士之靡，荊軻為刺客之靡，皆不可謂之義。又曰：『荊軻，君子盜諸！』善哉！ |

## 延伸阅读
- 《史記·刺客列傳》